# Canuto Gurgel do Amaral
Canuto Gurgel do Amaral (Caraúbas, 19 de janeiro de 1891 - Janduís, 1951) foi um fazendeiro brasileiro nordestino, é considerado o fundador de Janduís por ter promovido o desenvolvimento da cidade.

## Biografia
Canuto nasceu no Sítio São Bento (que já era existente em 1878) em Caraúbas, que pertenceu ao seu pai, Vicente Oliveira Gurgel do Amaral, oriundo do desmembramento de terras da Fazenda São Vicente, que havia pertencido ao seu avô paterno, Cândido Gurgel do Amaral, que havia herdado 3/4 de terra da Fazenda São Pedro durante a partilha de bens no inventário de 1876 do Major José Gurgel do Amaral Filho (bisavô de Canuto). O Sítio São Bento estava situada próxima do cruzamento de vários caminhos para localidades importantes do Rio Grande do Norte e Paraíba. E em tal encruzilhada surgiu o vilarejo de São Bento Velho, que posteriormente se tornou a cidade de Janduís.
O Sítio São Bento possuía 400 braças de boca (largura) por 2.400 braças de fundo (comprimento). Braça era a unidade de medida utilizada na região naquele período. Uma braça corresponde a 2,20 cm.
Em 1912, Canuto construiu a primeira igreja católica da cidade, para pagar uma promessa feita a São Bento: pediu ao santo que livrasse as terras do vilarejo das cobras lá habitavam em larga escala. Doou cem braças por cem quadrados.
No decorrer dos anos, o fazendeiro Canuto construiu vários prédios comerciais na cidade, e em 1926 instalou a primeira feira da cidade que se popularizou rapidamente na região, ocasionando o desenvolvimento do vilarejo. A feira ficou conhecidíssima, passando a ser tumultuada, ocasionando brigas, por esse motivo a localidade passou a ser conhecida como São Bento do Bofete. Com o passar dos anos, a feira deixou de existir, tendo sido reaberta pela segunda vez em 20 de janeiro de 1930 por Canuto. Vinha gente do Clarão, Pinturas, Divisão, Seuba, Trincheiras, Espalha, Trapiá, Cangaíra, Juruá, Lanchinhas e Ipueira. A primeira casa foi do fundador (Canuto). Devido ao crescimento da feira, a mando de Canuto foi construído um mercado. Batizou as ruas Santa Terezinha e Vicente Gurgel (a última em homenagem ao pai, após a construção de quatro prédios em tal via). Construiu o Cangirão (ponto de diversão) para entreter a população que fez tal solicitação a ele.

## Genealogia

### Ascendência
Canuto era filho de Vicente Oliveira Gurgel do Amaral (1858 - ?) e Joana Francisca Romana de Oliveira (1854 - ?). Neto paterno de  de Cândido Gurgel do Amaral (1824 - 1891) e Ana Mafalda de Oliveira (1837 - 1923), e neto materno de Alexandre Magno de Oliveira Pinto e Francisca Romana de Oliveira. Bisneto paterno (por Cândido) do Major José Gurgel do Amaral Filho (1784 -1874) e Quitéria Ferreira de Barros (1787 - 1832). Bisneto duas vezes (por Ana Mafalda e Francisca Romana que eram irmãs e filhas) do Tenente-Coronel Antônio Francisco de Oliveira (1784 - 1897) e Mafalda Gomes de Freitas (1804 - 1843); Bisneto (por Alexandre Magno) do Capitão Vicente Ferreira Pinto. Tataraneto (3º neto por José Filho) do Capitão José Gurgel do Amaral (1735 - ?) e Cosma Nunes Nogueira II (1750 - ?). 3º neto (por Quitéria) de José de Barros Ferreira Neto e Caetana Maria Micaela de Carvalho (1748 - ?). 3º neto (por Antônio Francisco) do Tenente Manoel João de Oliveira e Antônia Maria de Jesus Fernandes Pimenta, e 3º neto (por Mafalda) do Capitão Antônio Fernandes Pimenta e Francisca Romana do Sacramento Filgueira (1771 - 1851).

#### Ascendência por José Gurgel do Amaral
Hexaneto (ou 7º neto) do Dr. Cláudio Gurgel do Amaral (1654 - 1716) e Ana Barbosa da Silva (1644 - 1695), os quais foram bisavós de José Gurgel do Amaral; Octoneto (ou 9º neto) do português Capitão João Batista Jordão (1605 - 1689) casado com a brasileira Ângela do Amaral Gurgel (1616 - 1695), os quais foram pais de Cláudio; Nonaneto (ou 9º neto) do corsário teuto-francês Toussaint Gurgel (1576 - 1631), casado com a brasileira Domingas de Arão Amaral (1586 - 1654), os quais foram pais de Ângela. E 9 º neto dos portugueses Antônio Nunes da Silva (1578 - ?) e Maria Jordão (1588 - ?), os quais foram pais do Capitão João; Decaneto (ou 10º neto) dos portugueses Antônio Diogo do Amaral (1550 - ?) e Micaela de Jesus do Arão (pais de Domingas).

#### Ascendência por Cosma Nunes Nogueira II
Tetraneto (ou 4º neto) do Alferes Teodósio da Costa Nogueira e Cosma Nunes Nogueira I; Pentaneto (ou 5º neto) de Felipe da Costa Nogueira (? - 1718) e Helena da Rocha (? - 1707), os quais foram pais de Teodósio, e 5º neto do Coronel Manuel Nogueira de Souza e Maria Nunes Nogueira, os quais foram pais de Cosma I.

#### Ascendência por José de Barros Ferreira Neto
4º neto do Capitão Feliciano Gomes da Silva (1732 - 1762) e Maria Floriana de Barros Ferreira (casada em primeiras núpcias com João Pereira Sarmento), os quais foram pais de José de Barros Neto. Pentaneto (ou 5º neto por Feliciano) de José Pereira de Carvalho e Maria Quaresma. 5º neto (por Maria Floriana) de José de Barros Ferreira e Maria Ferreira Bezerra. Hexaneto (ou 6º neto) de Luís de Oliveira  Camacho e Maria Ferreira Bezerra (pais de José de Barros Ferreira), e 6º neto de Francisco de Brito Pereira e Joana da Costa Leitão (pais de Maria Ferreira Bezerra).

#### Ascendência por Caetana Maria Micaela de Carvalho
4º neto de Antônio Álvares Maciel de Carvalho (? - 1799) e Quitéria Correia Lima (? - 1803). 5º neto (por Antônio) do português Antônio Alves de Carvalho e Caetana Maria Maciel, e 5º neto (por Quitéria) do Capitão Simeão Correia Lima e Ana de Oliveira Maciel. 6º neto do português Dr. Luciano Dias Cardoso de Vargas e Rosa Maria Maciel de Carvalho, os quais foram pais de Caetana Maria Maciel. 6º neto de Paschoal Ferreira de Melo e Josefa Maria Rocha Maciel (pais de Ana). Heptaneto (ou 7º neto) de Agostinho Ferreira de Melo e Antônia Rita Barreto (pais de Paschoal), e 7º neto de José de Moura Brasil e Ana da Silva Rocha (pais de Antônia Rita). 8º neto do Capitão Sebastião Ferreira de Melo (pai de Agostinho).

#### Ascendência por Antônia Maria de Jesus e Antônio Fernandes Pimenta
4º neto duas vezes, pois Antônio e Antônia eram irmãos, e filhos do Comandante José Fernandes Pimenta (1735 - ?) e Josefa Maria da Conceição. 5º neto dos portugueses Capitão Antônio Fernandes Pimenta e Joana Franklina do Amor Divino, os quais foram pais de José.

#### Ascendência por Francisca Romana do Sacramento Filgueira
4º neto do Capitão Manoel Carneiro de Freitas (1738 - 1828) e Joana Delfina de Jesus Filgueira.

### Irmãos
Canuto era irmão de:
1. Profº. Pedro Oliveira Gurgel do Amaral (1879 - 1918), se casou com Joaquina Clementina Dantas (1883 - ?), filha do Coronel José Calazâncio Dantas (1840 - ?) e Enedina Maria de Sant'Ana. Pedro foi avô do ex-governador do Rio Grande do Norte, Walfredo Dantas Gurgel (1908 - 1971).[5]
2. Ana Gurgel do Amaral (1883 - ?), casada em 1908 com seu primo, Miguel Benevides Carneiro (1885 - ?), filho de Raimundo Benevides Carneiro e Xancha Maria Mafalda.[5]
3. Eugênio Gurgel do Amaral (1884 - 1932), se casou em 1916 com Maria dos Santos,[4] filha de João Francisco dos Santos.[5]
4. Maria Gurgel do Amaral (1886 - ?), casada em 1907 com seu primo, Joaquim Torquato de Brito.[5]
5. Rogério Gurgel do Amaral (1887 - ?), se casou em 1915 com Amélia Neves de Sá (1896 - ?).[5]
6. Heduvirges Gurgel do Amaral (1888 - ?), casada em primeiras núpcias em 1907 com seu primo José Augusto Fernandes Carneiro, e em segundas núpcias com Vencimo Vieira Sobrinho.[5]
7. Daniel Gurgel do Amaral (1892 - ?), se casou em 1911 com sua prima Francisca das Chagas Benevides, filha de Manoel Praxedes Benevides Pimenta e Joana Elvídia Praxedes.[5]